# Wildweiberhäuschen
Das Naturschutzgebiet Wildweiberhäuschen liegt in der Gemarkung der Gemeinde Breitscheid im hessischen Lahn-Dill-Kreis. Das 22,97 ha große Areal wurde am 12. Dezember 1985 unter Naturschutz gestellt. Damit wurde die historische Ausweisung aus dem Jahr 1927 bestätigt.

## Lage
Das Naturschutzgebiet Wildweiberhäuschen liegt am südlichen Ortsrand von Langenaubach, einem Stadtteil von Haiger, und wird im westlichen Bereich über die gesamte Schutzgebietslänge vom Aubach begrenzt. Im südlichen Bereich grenzt es direkt an das Naturschutzgebiet Aubachtal bei Langenaubach und im Osten verläuft die Kreisstraße K 41 zwischen Langenaubach und Breitscheid. Das Naturschutzgebiet Wildweiberhäuschen ist Bestandteil des FFH-Gebietes „Hoher Westerwald“ (5314-301) und des europäischen Vogelschutzgebietes „Hoher Westerwald“ (5314-450).

## Bedeutung
Das Naturschutzgebiet „Wildweiberhäuschen“ leitet seinen Namen vom gleichnamigen Kalkfelsen Wildweiberhäuschen ab, der sich 30 m aus dem Bachtal in die Höhe schiebt, und ist eines der ältesten Naturschutzgebiete in Hessen. Es besteht aus naturnahen Bachauen des Aubachs, mageren Wiesen, blütenreichen Hochstaudenfluren, feuchten Berg-Ahorn-, Eschen-, Erlenwäldern und ehemaligem Grünland, das mittlerweile Brachen bildet. Durch seine kleinteiligen Flächen weist das Gebiet ein großes Artenspektrum mit seltenen und stark gefährdeten Arten auf. 
Der Felsen ist aus Korallen-Kalk eines Urmeeres entstanden und weist zwei natürlich entstandene Höhlen im Felsen mit Funden von paläontologischer und kulturhistorischer Bedeutung auf. Sein Alter wird auf etwa 360 Millionen Jahre eingestuft. Es wurden in den Höhlen und in den eiszeitlichen Lößlehm-Schichten in der Nähe des Felsens Fossilienfunde, Knochen und Reste von Höhlenbären (Ursus spelaeus), Rentieren (Rangifer tarandus), Moorschneehühnern (Lagopus lagopus) und Alpenschneehühnern (Lagopus muta) sowie weitere Funde aus der menschlichen Besiedlungsgeschichte von der Altsteinzeit bis ins Mittelalter entdeckt.

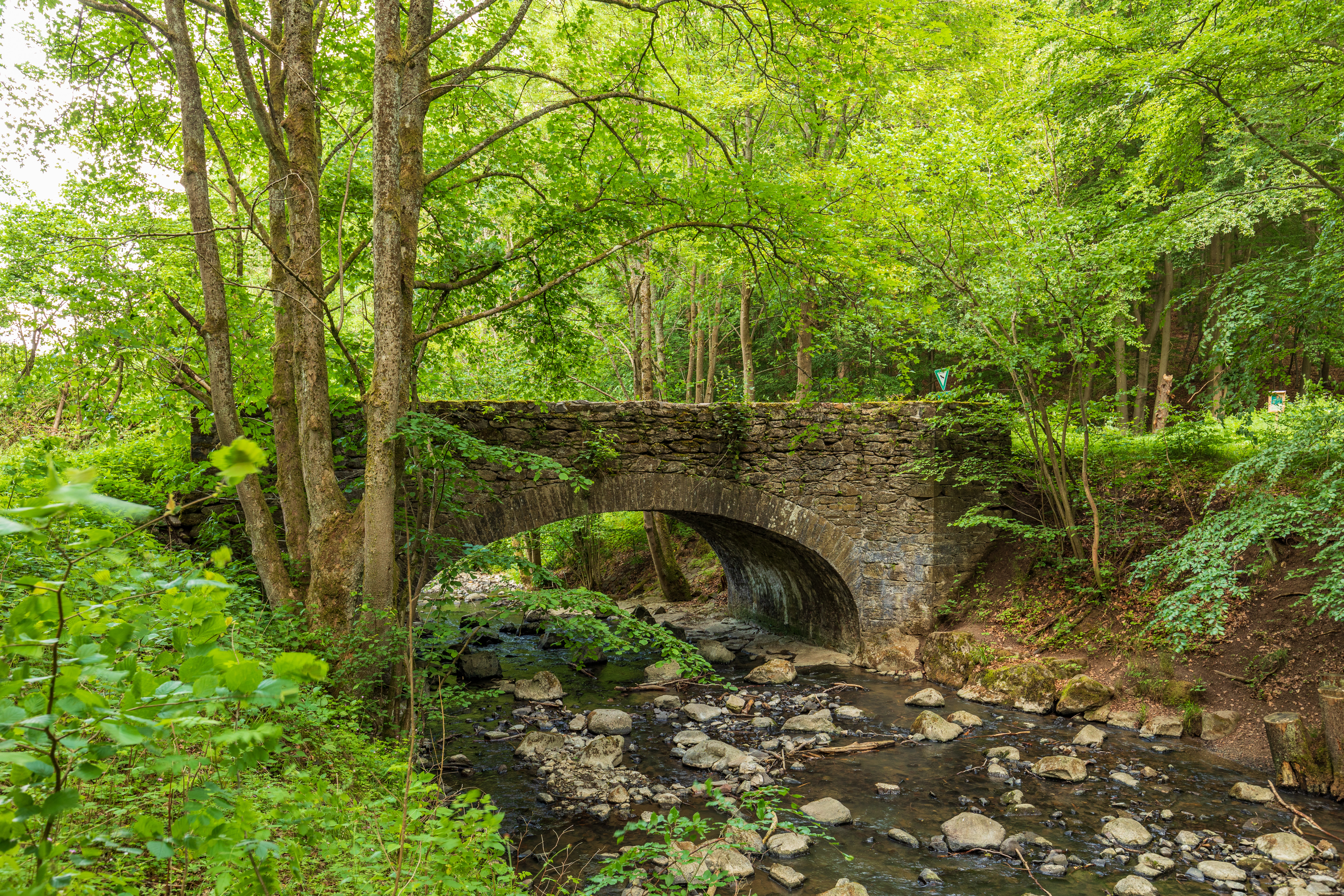
Zugang über den Aubach
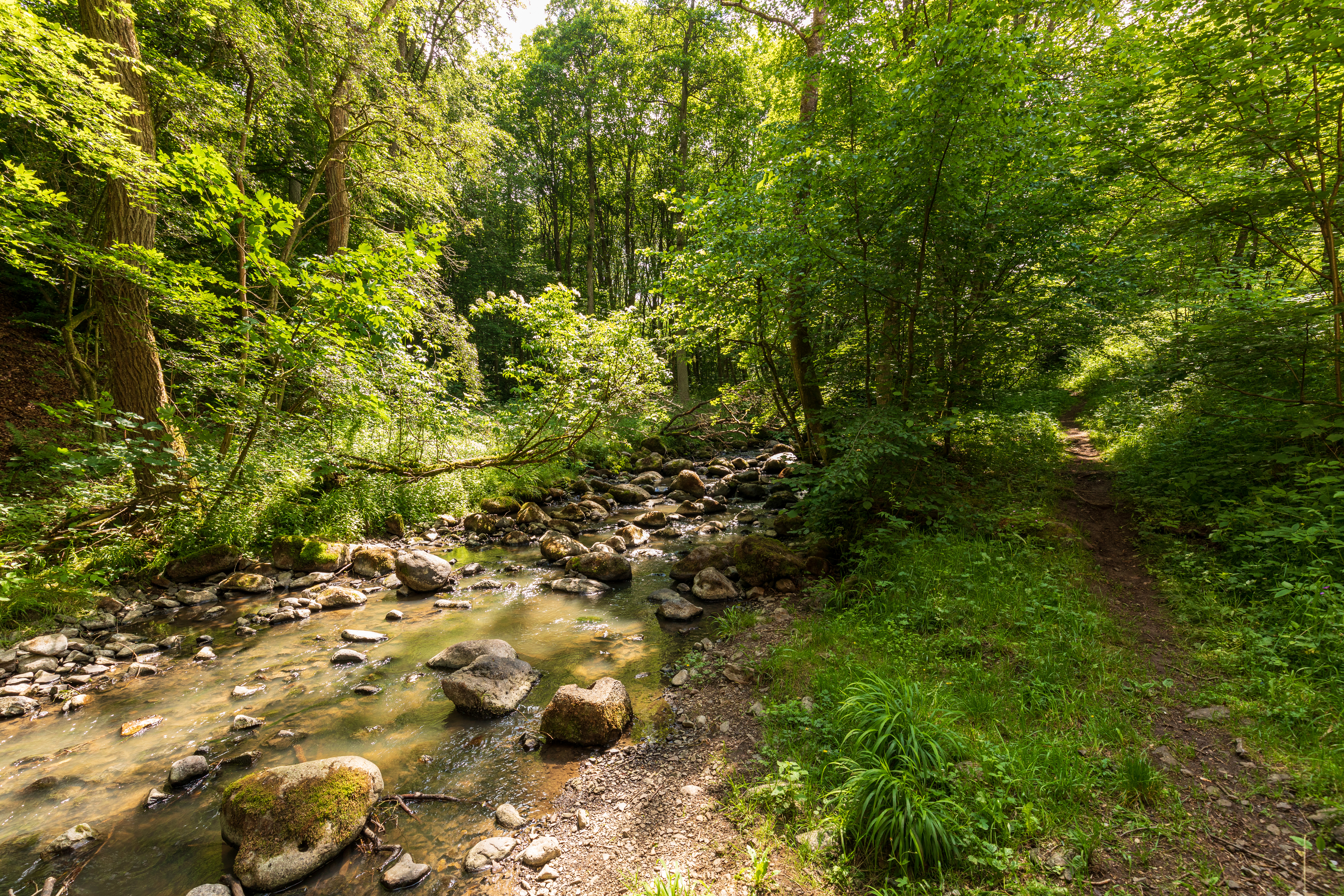
Das Aubachtal im westlichen Teilbereich
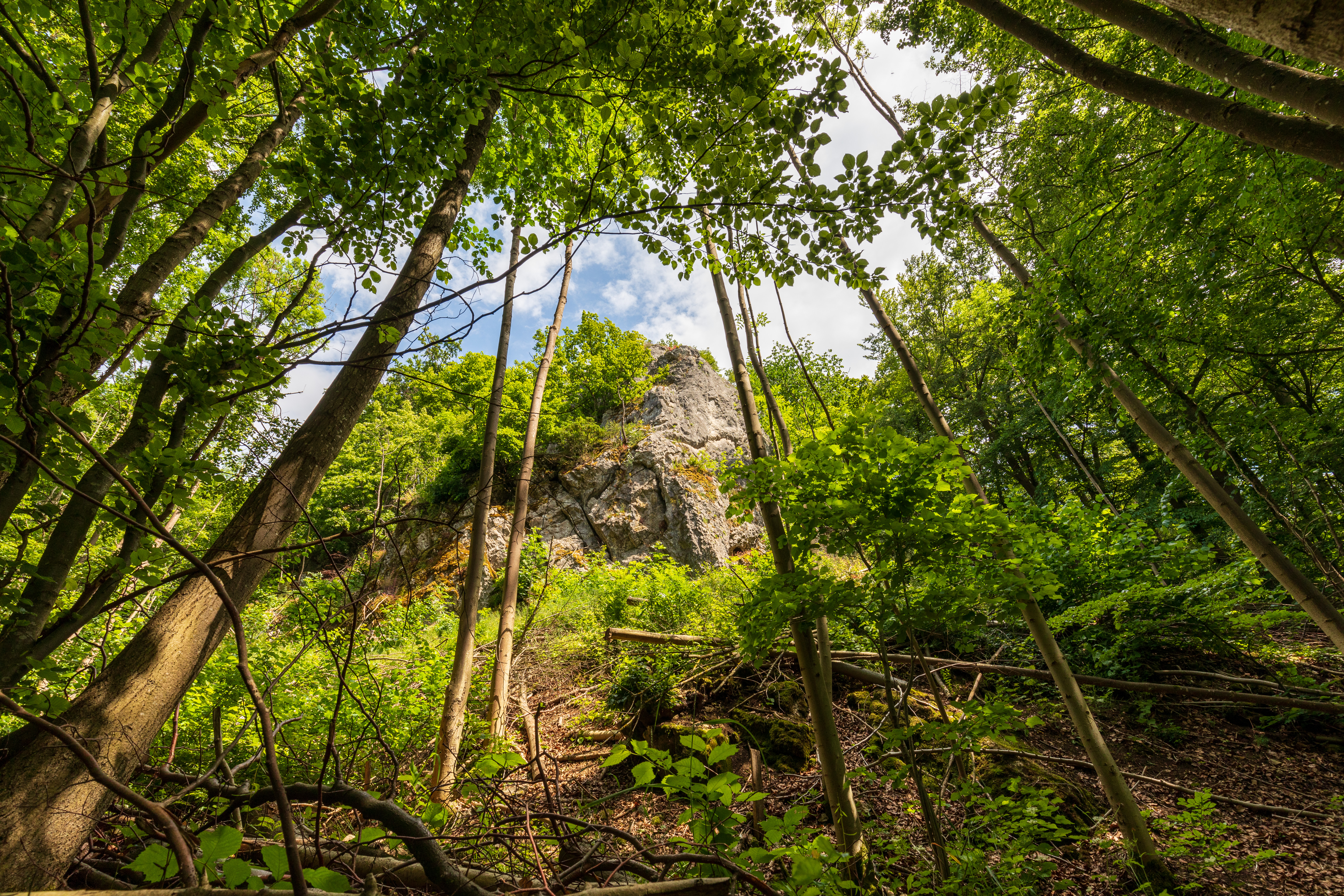
Blick zum Kalkfelsen

## Flora und Fauna
Auf dem Kalkfelsen wachsen seltene Moose, Flechten und Farne. Der ehemalige Stollen im Felsen ist Winterquartier verschiedener Fledermausarten und am naturnahen Aubach mit den blütenreichen Hochstaudenfluren sind viele Schmetterlings- und Vogelarten anzutreffen.

### Flora
Im Naturschutzgebiet wurden folgende seltene Pflanzenarten nachgewiesen:
Die Trollblume (Trollius europaeus), das Breitblättrige Knabenkraut (Dactylorhiza majalis), das Männliche Knabenkraut (Orchis mascula), die Bach-Nelkenwurz (Geum rivale), der Blaue Eisenhut (Aconitum napellus), die Gemeine Akelei (Aquilegia vulgaris), der Alpen-Ziest (Stachys alpina), der Milzfarn (Asplenium ceterach) und der Seidelbast (Daphne mezereum).

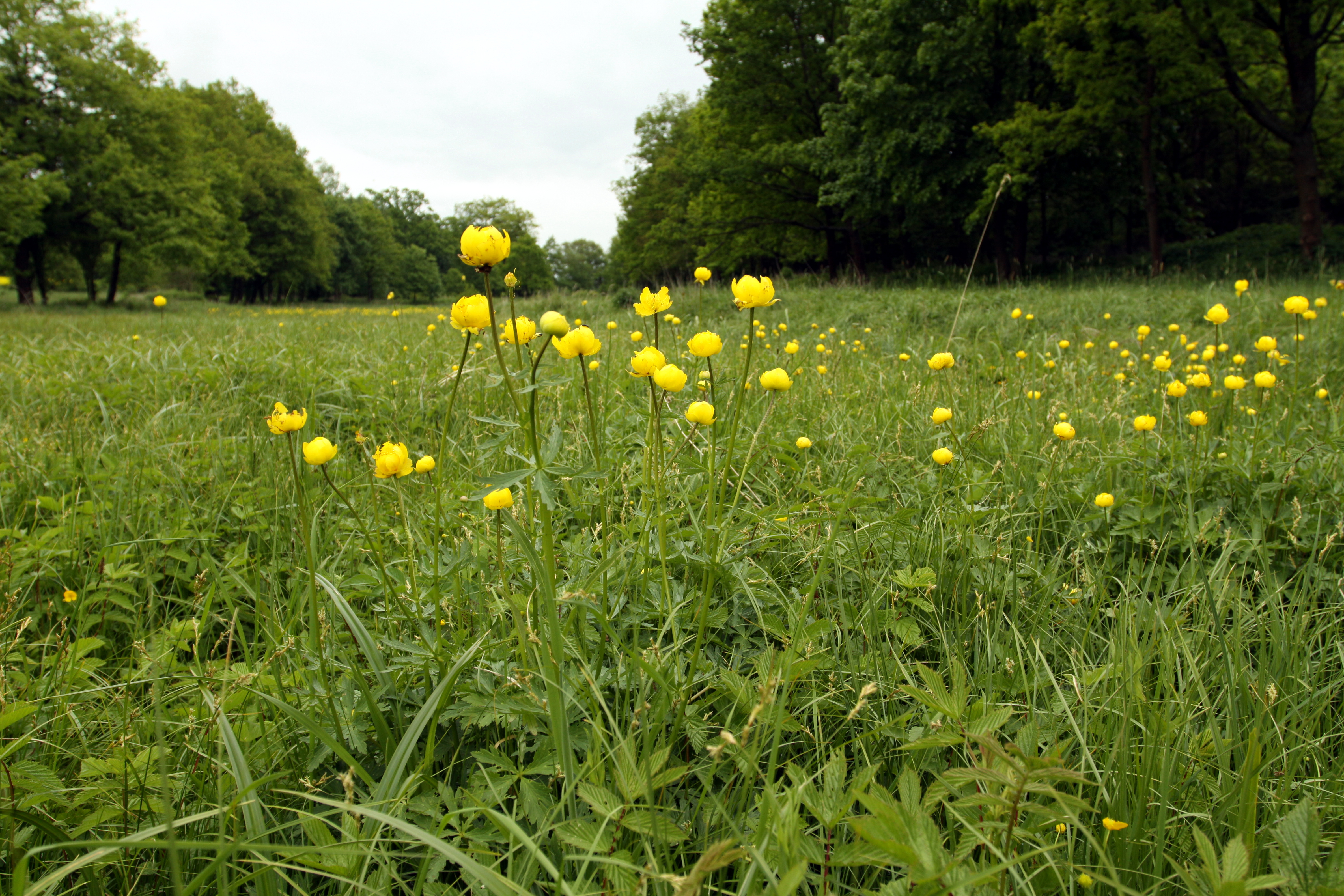
Trollblume (Beispielfoto)
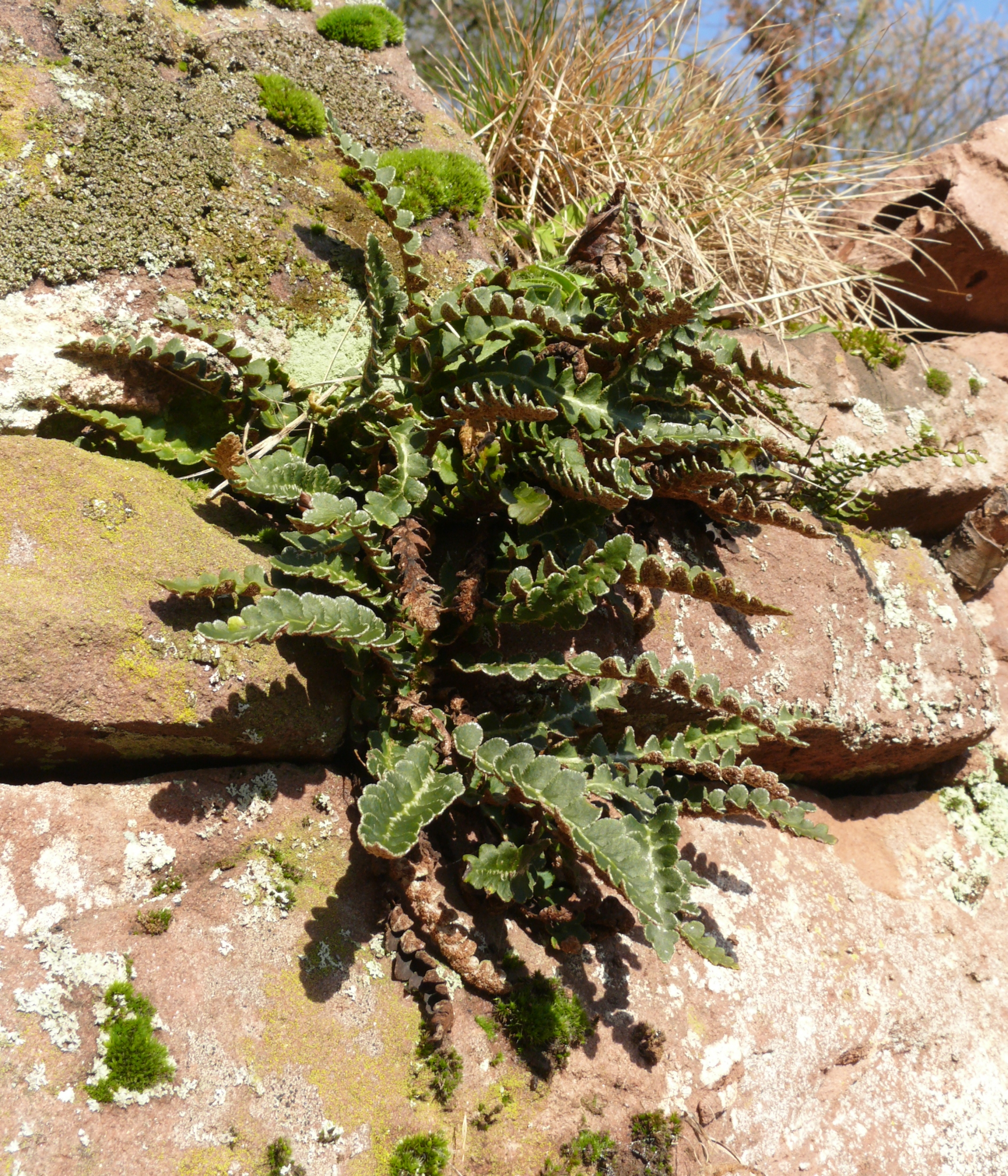
Milzfarn (Beispielfoto)
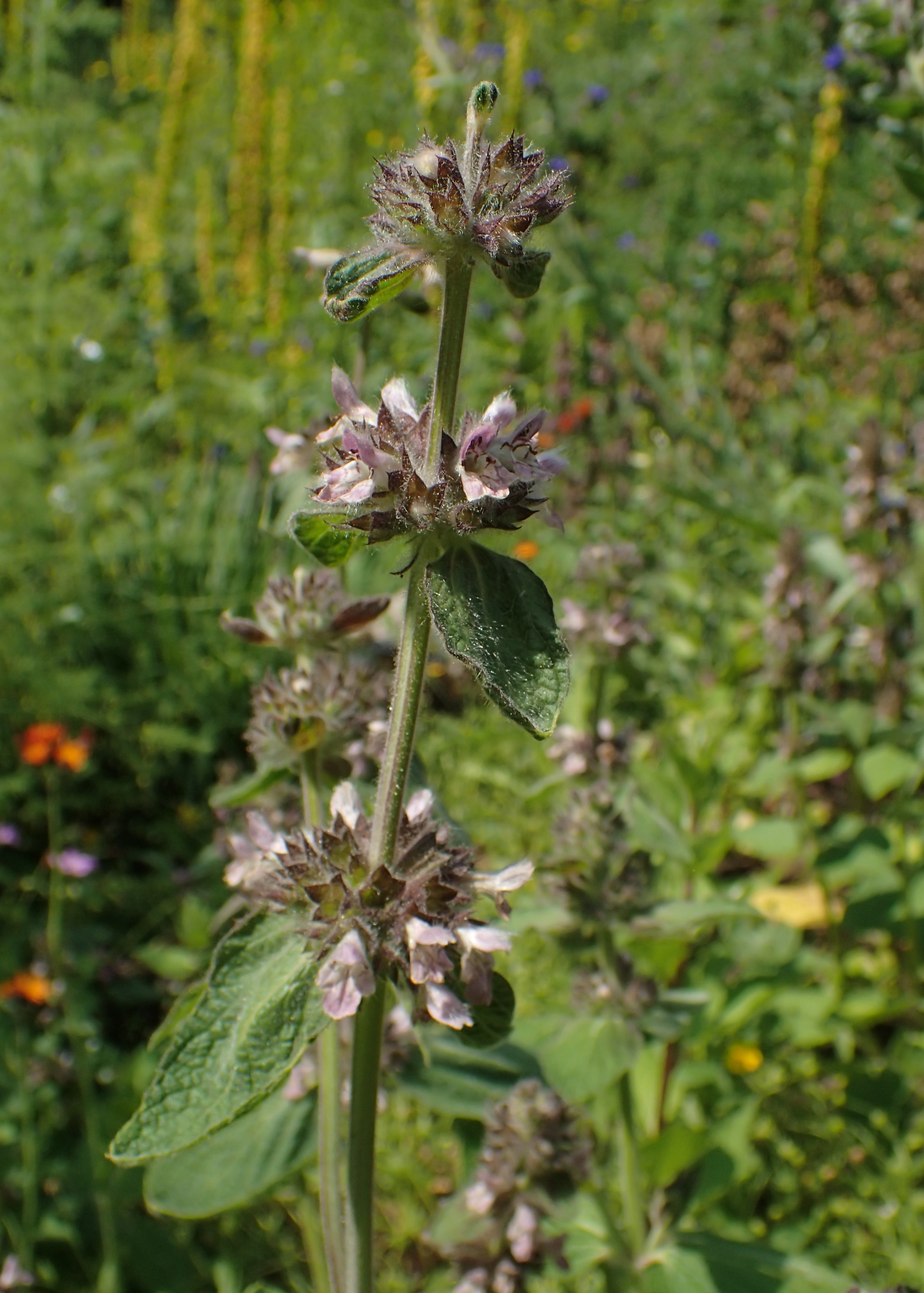
Alpen-Ziest (Beispielfoto)

### Fauna
Die folgenden seltenen Tierarten wurden für das „Wildweiberhäuschen“ aufgezeichnet:
Der Große Perlmuttfalter (Speyeria aglaj), der Rundaugen-Mohrenfalter (Erebia medusa), der Kaisermantel (Argynnis paphia), die Wasseramsel (Cinclus cinclus), das Große Mausohr (Myotis myotis), die Wasserfledermaus (Myotis daubentonii) und die Große Bartfledermaus (Myotis brandtii). Hinweis: Da die „Große Bartfledermaus“ früher zusammen mit der Kleinen Bartfledermaus (Myotis mystacinus) als eine Art behandelt wurde, ist die Verbreitung noch nicht genau erforscht.

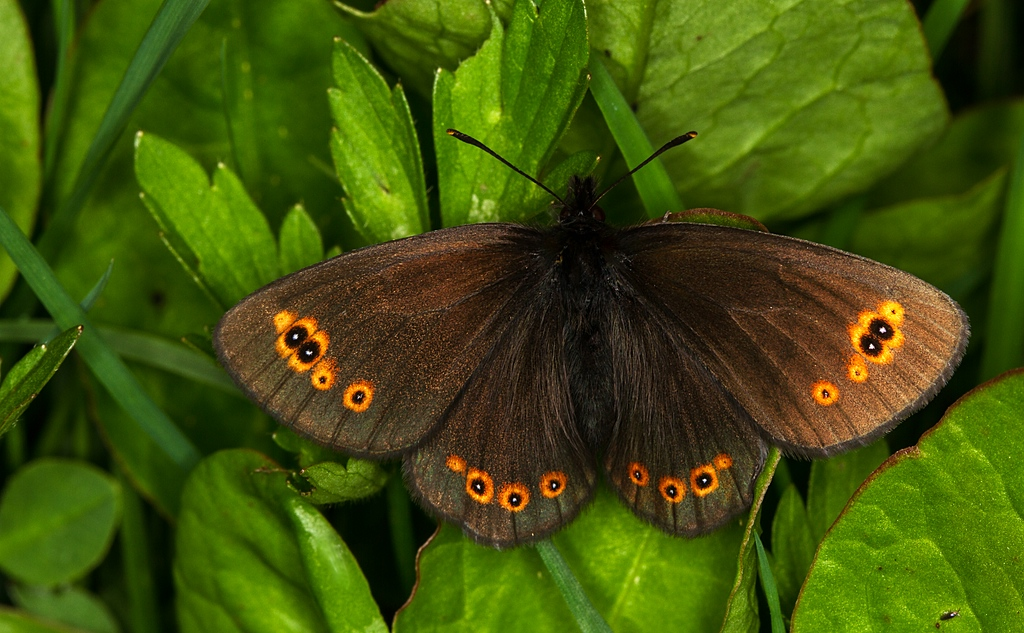
Rundaugen-Mohrenfalter (Schaubild)
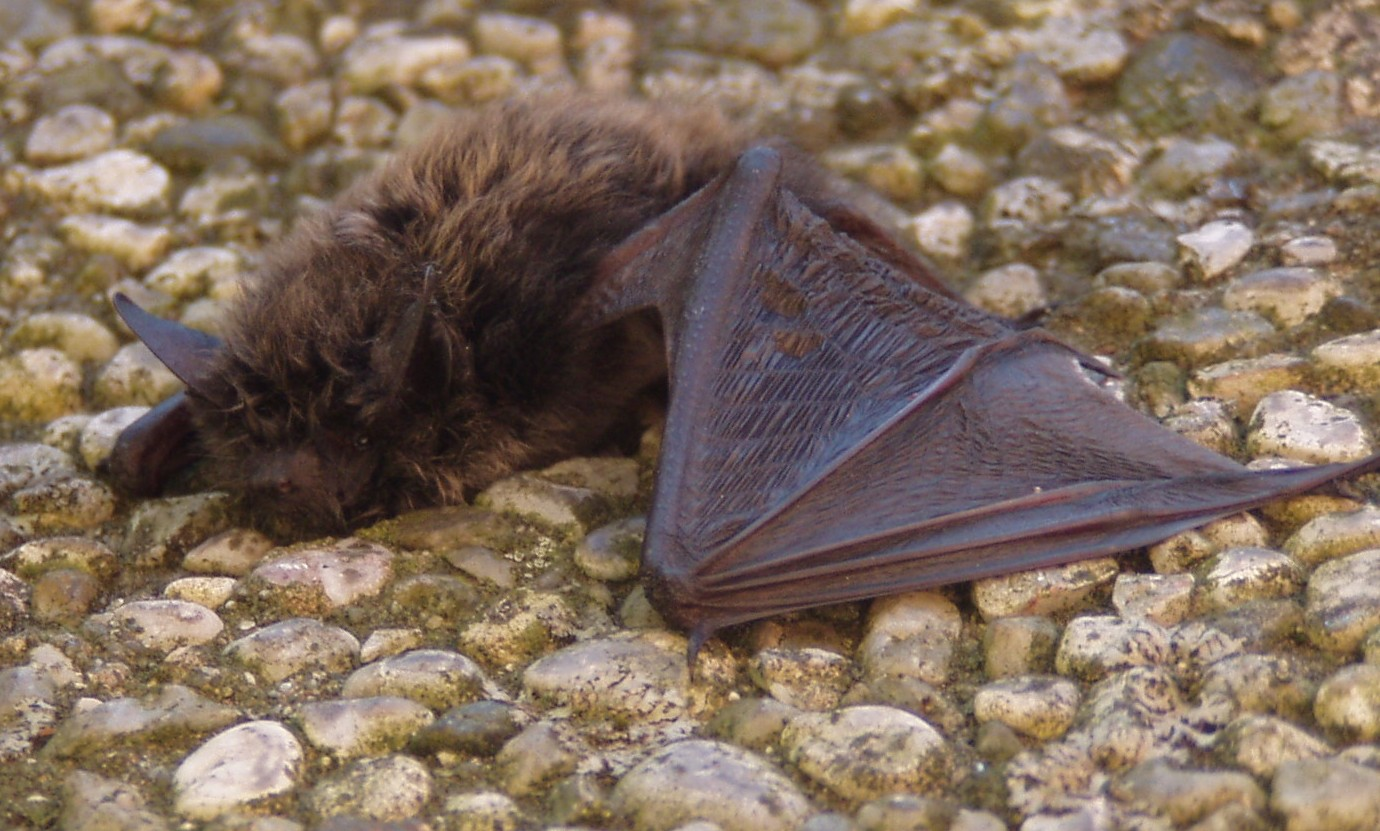
Große Bartfledermaus (Beispielfoto)
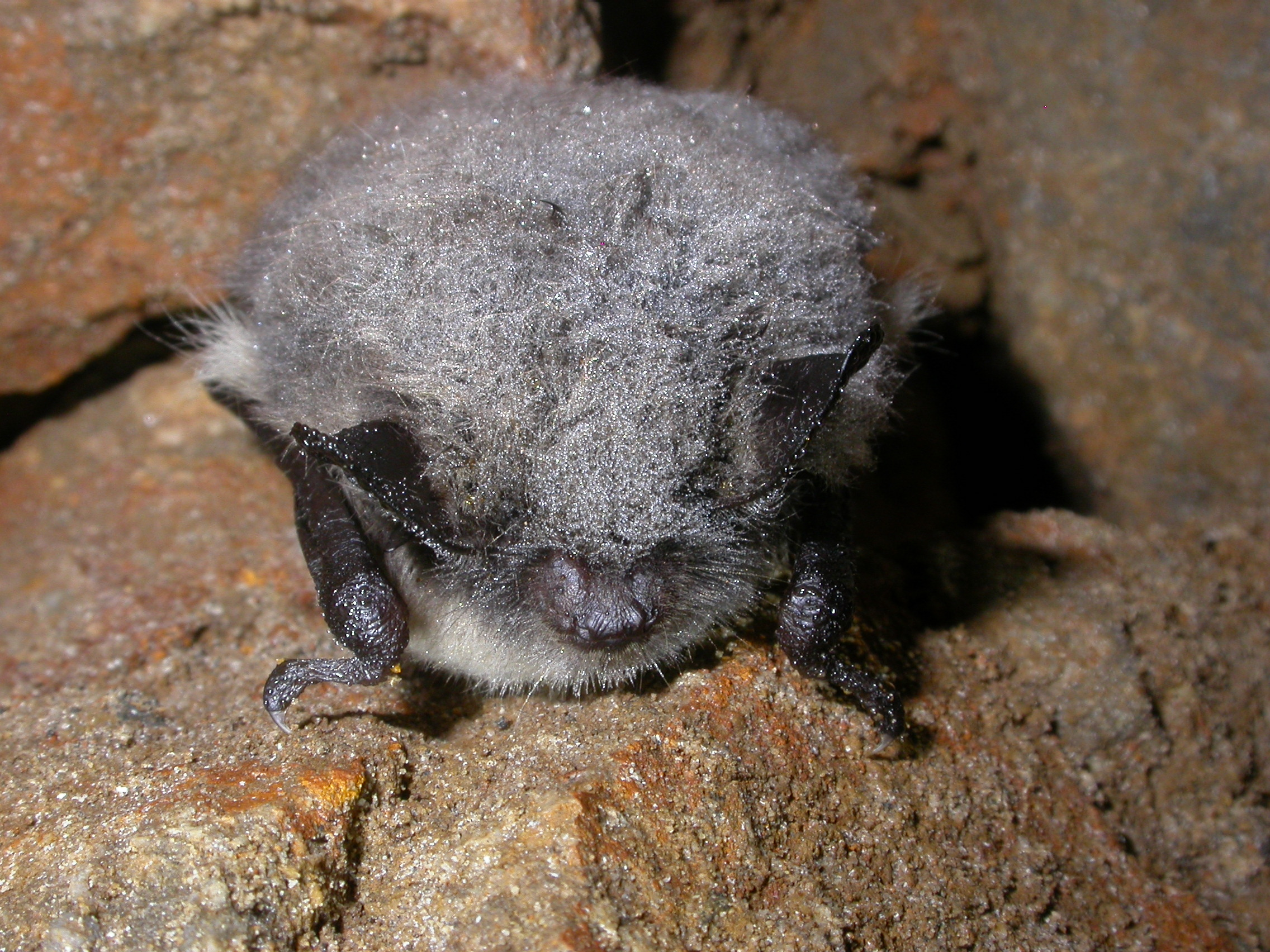
Kleine Bartfledermaus (Beispielfoto)

## Pflegemaßnahmen
Im Jahr 2013 wurde ein Managementplan für das FFH-Gebiet „Hoher Westerwald“ (5314-301) aufgestellt, der für das Naturschutzgebiet als Teil der Gesamtfläche eine Entnahme von Gehölzen und durchwachsenden Bäumen im Bereich des Kalkfelsens, eine ein- bis zweischürige Mahd für die Hochstaudenfluren und eine Beweidung für die Magerrasenstandorte mit Schafen festlegt.